# Château des Guilhem
Pour les articles homonymes, voir Guilhem.
Le château des Guilhem est un ancien château fort, de nos jours ruiné, dont les vestiges se dressent sur la commune française de Clermont-l'Hérault dans le département de l'Hérault, en région Occitanie. Le château a fait l'objet en 2004 et 2007 de travaux de consolidation.
Les restes du château font l'objet d'une inscription au titre des monuments historiques.

## Localisation

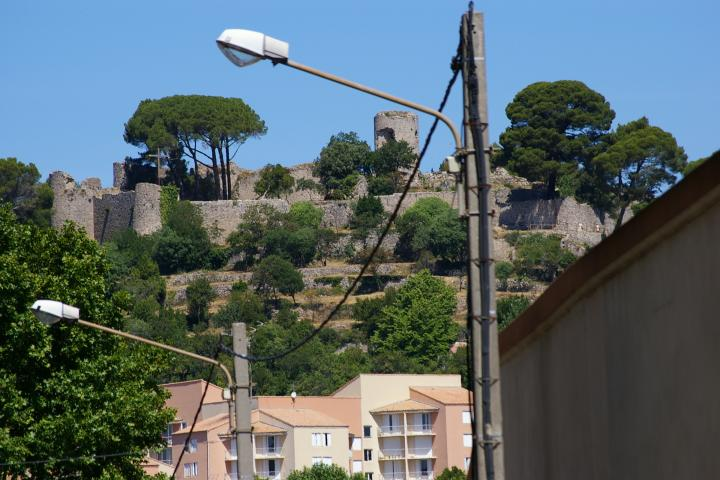
Le château surplombe la ville de Clermont.

Le château est érigé sur la colline du Puech Castel, surplombant la ville de Clermont-l'Hérault dans le département français de l'Hérault. Il surveillait la voie qui descend du causse rouergat.
Le site, stratégique, permettait le contrôle de la vallée de l'Hérault et de la route vers Bédarieux et les cantons plus élevés, ainsi que le village féodal, qui fut lui-même fortifié au début du XVIe siècle.

## Historique
Construit par les Guilhem, seigneurs de Clermont, aux XIIe et XIIIe siècles, il semble évident que des bâtiments plus anciens ont existé.
Après un certain nombre de périodes troublées où le château servit d'abri à la population locale, il fut progressivement abandonné à partir du XVIIe siècle. Grâce à son fort état de délabrement, il échappa à la destruction généralisée des châteaux par le cardinal de Richelieu. Cependant, son abandon et les ravages du temps ont sérieusement endommagé le château.

## Les Seigneurs de Clermont
Brenguier Guilhem (alias Bérenger Guilhem), fils de Guilhem des Deux-Vierges. Fondateur présumé de Clermont et du lignage des Guilhem de Clermont. Participe à la 1ère Croisade.
Aimeric (alias Aymeri) de Clermont, premier seigneur de Clermont (avant 1128-1156). Seigneur de Paulhan.
Brenguier Guilhem II, seigneur de Clermont (1156-1177).
Aimeric II de Clermont, seigneur de Clermont (1177-1240). Il épouse en novembre 1182 Marie alias Navarre, fille de Guilhem VII, seigneur de Montpellier, et de Mathilde de Bourgogne. Suit le parti de Raymond VI puis de Raymond VII, comtes de Toulouse, dans la Croisade contre les Albigeois. Chassé de Clermont par son fils aîné vers 1230, il recouvre ses domaines les dernières années de sa vie. À la suite de la Croisade, il est le premier seigneur à devoir rendre hommage à l’évêque de Lodève pour Clermont.
Brenguier Guilhem III, seigneur de Clermont (1240-1249).
Brenguier Guilhem IV, seigneur de Clermont (1249-1275). On lui attribue la construction du château des Guilhem et des remparts de Clermont.
Brenguier Guilhem V, seigneur de Clermont (1275-1325). Epoux d’Hélis de Boussagues, dame de Saint-Gervais, qui lui apporte en dot la « vicomté de Nebuzon », avec des droits sur le secteur minier s’étendant de Brusque en Rouergue à Boussagues. Sous son règne est entrepris le chantier de l’église Saint-Paul de Clermont. Il fonde en 1320 avec son fils le couvent des Dominicains. Il est inhumé à Saint-Paul.
Brenguier Guilhem VI, seigneur de Clermont (1325-1352). Il épouse en 1306 Guilhelme, fille de Guillaume de Nogaret, chancelier du roi Philippe IV le Bel. La dot de son épouse servit obtenir du roi l’interdiction du Consulat à Clermont. Il octroie cependant aux habitants de Clermont des libertés et des franchises qui permettent de rétablir le Consulat (transaction approuvée en 1341). Meurt sans enfant. La seigneurie est transmise à la branche cadette des seigneurs de Brusque.
Brenguier Guilhem VII, seigneur de Clermont (1353-1360).
Dardé (alias Déodat) Guilhem, seigneur de Clermont (1360-1415). Epoux d’Isabelle de Roquefeuil.
Arnaud Guilhem, seigneur de Clermont (1415-1423). Epoux de Marie d’Apchier. Meurt sans enfant. Son frère lui succède.
Barthélemy dit Tristan Guilhem, seigneur de Clermont (1423-1441). Compagnon d’armes de Jacques de Bourbon, comte de la Marche, seigneur de Castres. Il l’accompagne en 1415 dans son expédition dans le royaume de Naples. Il y épouse Catherine Orsini del Balzo (alias des Ursins des Baux), fille de Raymond, prince de Tarente, et de Marie d’Enghien, comtesse de Lecce. Il s’établit dans la ville de Copertino dans les Pouilles, où repose sa dépouille. Leur fille aînée, Isabella di Chiaromonte, est mariée à Ferrant, fils d’Alfonse d'Aragon, roi de Naples. En l’absence d’héritier mâle, sa fille Antoinette, épouse de son cousin germain Pons de Caylus, est désignée comme héritière des biens dans le royaume de France.
Pons de Caylus, seigneur de Clermont (1441-c.1474). Fils cadet de Pons de Caylus, seigneur de Castelnau-Bretenoux, et de Bourguine de Clermont, il relève le nom et les armes des Guilhem et fonde la deuxième maison de Clermont. Lieutenant du gouverneur de Languedoc.
Tristan II de Guilhem, seigneur de Clermont-Lodève (1475-1498). Epoux de Catherine d’Amboise, sœur du cardinal Georges d’Amboise. Lieutenant en Languedoc du roi Charles VIII. Il acquiert le château de Fayet en Aveyron. Il est inhumé dans l’église de Saint-Gervais-sur-Mare.
Louis de Guilhem, seigneur de Clermont-Lodève (1498-1501). Epoux d’Anne de Lascaris de Tende. Mort sans postérité. Son frère cadet lui succède.
Pierre de Guilhem, seigneur de Clermont-Lodève (1501-1537). Epoux de Marguerite de la Tour, fille du vicomte de Turenne. Lieutenant du roi en Languedoc et sénéchal de Carcassonne. Il hérite en 1530 de la branche aînée des Caylus, seigneurs de Castelnau-Bretenoux en Quercy et de Calmont d’Olt en Rouergue. Il est inhumé dans le couvent des Frères prêcheurs de Clermont (Dominicains).
Jacques de Guilhem, seigneur de Clermont-Lodève (1537). Entre dans les ordres et cède ses droits à son frère.
Gui alias Guyon de Guilhem-Caylus-Clermont-Castelnau (1537-1544). Il épouse en 1542 Louise de Bretagne Avaugour, descendante des ducs de Bretagne et cousine du roi de Navarre. Chambellan du roi François Ier et sénéchal de Carcassonne. Mort au château de Clermont, il est inhumé aux Dominicains, aux côtés de son père.
Gui II de Guilhem-Caylus-Clermont-Castelnau (1544-1580). Il épouse en 1565 Aldonce de Bernuy, qui apporte aux Guilhem les terres de Vénès dans le Tarn et de Saissac dans l’Aude. Sénéchal de Toulouse et gouverneur de Quercy. Tué par les protestants au siège de Cahors. Veuve, Aldonce de Bernuy se remarie avec le comte de Montgomery, l’un des principaux chefs huguenots en Languedoc, et se convertit au protestantisme. Seigneuresse douairière de Clermont, elle confie les clés du château des Guilhem à Montgomery jusqu’à la fin des guerres de Religion.
Alexandre de Guilhem-Caylus-Clermont-Castelnau (1580-1621). Il épouse en 1594 Charlotte-Catherine de Caumont Lauzun, filleule du roi Charles IX. Meurt assassiné par ses domestiques.
Gabriel Aldonce de Guilhem-Caylus-Clermont-Castelnau (1621-1657). Il épouse en 1626 Marie Madeleine du Prat Nantouillet. Meurt à Castelnau-Bretenoux.
Louis II de Guilhem-Caylus-Clermont-Castelnau (1657-1691). Il épouse en 1662 Anne Marguerite de Saint-Baussan. Meurt au château de Vénès. Sans postérité. Son frère, le marquis de Saissac, lui succède.
Louis III de Guilhem-Caylus-Clermont-Castelnau (1691-1705). Joueur invétéré, compromis dans l’affaire des poisons, exilé, embastillé, il fait bâtir l’hôtel de Clermont, rue de Varennes, à Paris. Il épouse en 1698 Jeanne-Thérèse-Pélagie d’Albert de Luynes, qui lui donna un unique fils.
Constance de Guilhem-Caylus-Clermont-Castelnau (1705-1715). Meurt à 16 ans. Il est le dernier représentant de la maison des Guilhem de Clermont. Sa mère, seule héritière, vend en 1719 ou 1720 le comté de Clermont à Guillaume Castanier d’Auriac.
Guillaume Castanier d’Auriac, comte de Clermont (1720-1725). D’abord directeur de la manufacture de la Trivalle à Carcassonne, il fait fortune et devient un des plus puissants seigneurs du Languedoc. Il acquiert également la manufacture royale de Villeneuvette.
François Castanier d’Auriac, comte de Clermont (1725-1729). Président du parlement de Toulouse.
Françoise Catherine Castanier de Couffoulens, marquise du Poulpry, comtesse de Clermont (1729-1789). Elle décède en 1814 à Toulouse. C’est la dernière dame de Clermont.

## Description

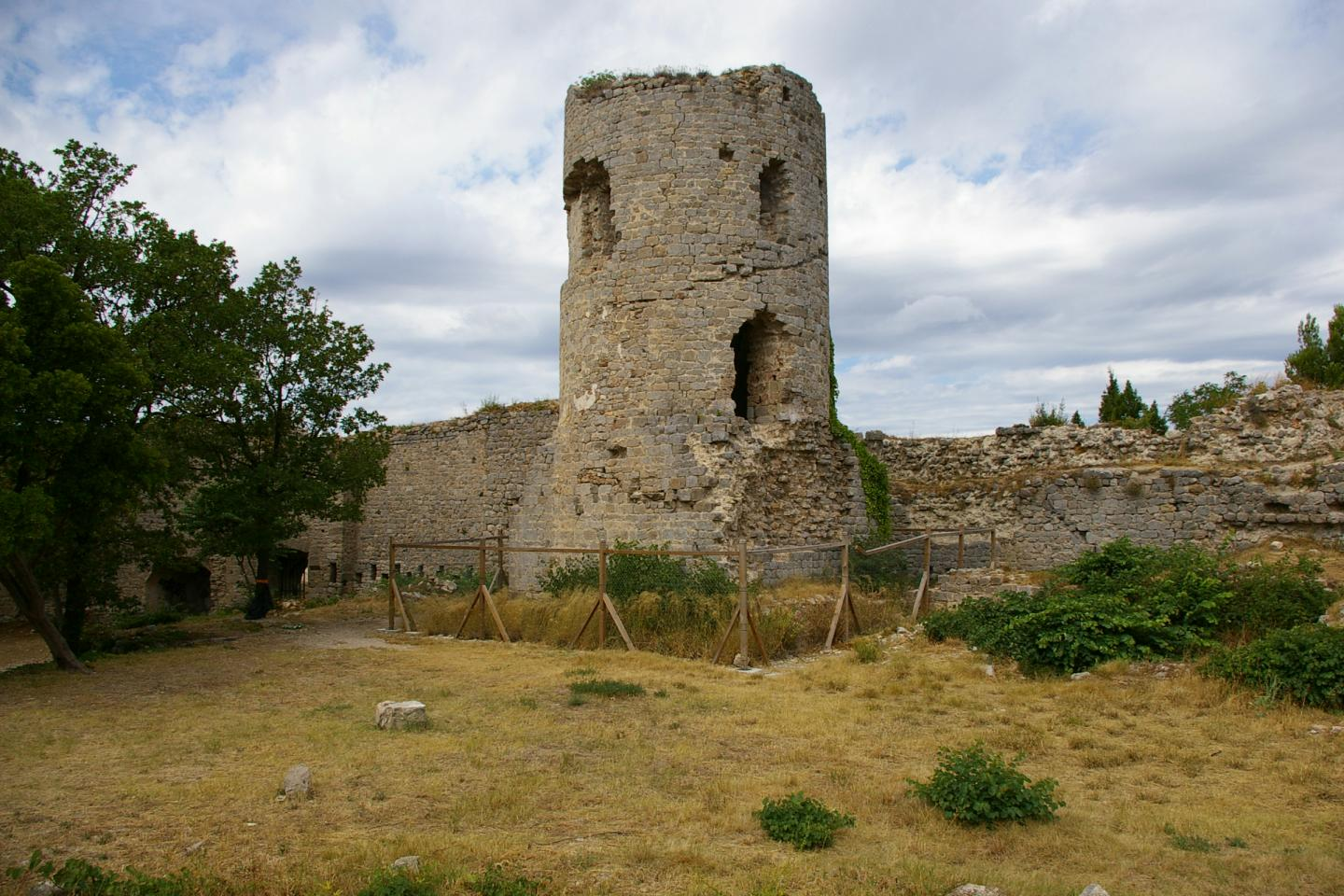
« Tour Guilhem » et haute-cour.

Le château se présente sous la forme d'une longue enceinte flanquée de sept tours hemi-cylindriques pleines. La place est coupée du plateau par un profond fossé qui forme avec les courtines un arc de cercle.
Les seuls restes sont les fortifications, deux salles voûtées, et le donjon ou tour Guilhem, qui continue de dominer la ville du haut de sa colline.
Le site est resté fermé de 2009 à 2013 au public en raison des risques pour les visiteurs. Il a été rouvert le 12 août 2013. En raison de pierres se décrochant des murailles et de l'état de délabrement, le château est désormais interdit au public par arrêté municipal en date du 18 avril 2018.
La ville est bâtie sur les dernières pentes de la colline, sous le château.

## Protection aux monuments historiques
Les restes du château sont inscrits par arrêté du 28 juin 1927.

## Source
- (en) Cet article est partiellement ou en totalité issu de l’article de Wikipédia en anglais intitulé « Château des Guilhem » (voir la liste des auteurs).